# Підгорне (Чаїнський район)
Підго́рне (рос. Подгорное) — село, центр Чаїнського району Томської області, Росія. Адміністративний центр Підгорнського сільського поселення.

## Населення
Населення — 4983 особи (2010; 5009 у 2002).
Національний склад (станом на 2002 рік):
- росіяни — 93 %